# Penjor
Penjor is een bestuurslaag in het regentschap Tulungagung van de provincie Oost-Java, Indonesië. Penjor telt 2794 inwoners (volkstelling 2010).